# Shellman
Shellman – miasto w Stanach Zjednoczonych, w stanie Georgia, w hrabstwie Randolph.